# Perfect World (트와이스의 음반)
《Perfect World》(한국어: 퍼펙트 월드)는 2021년 7월 28일 발매될 대한민국의 걸 그룹 트와이스의 일본어 음반이다. 2021년 7월 28일 JYP 엔터테인먼트를 통해 발매되었다.